# دافيدي زوبولي
دافيدي زوبولي (بالإيطالية: Davide Zoboli)‏ (8 أكتوبر 1981 ببارما في إيطاليا - ) هو لاعب كرة قدم إيطالي في مركز الدفاع. شارك مع منتخب إيطاليا تحت 20 سنة لكرة القدم. أما مع النوادي، فقد لعب مع نادي بارما ونادي بريشيا ونادي بينيفينتو ونادي تورينو ونادي مودينا ونادي مونزا وASD GC Sora ‏ وUC AlbinoLeffe ‏.

## وصلات خارجية
- دافيدي زوبولي على موقع قاعدة بيانات كرة القدم.إي يو (الإنجليزية)
- دافيدي زوبولي على موقع Soccerway.com (الإنجليزية)